# هلن مرولیس
هلن لوئیز مرولیس (به انگلیسی: Helen Louise Maroulis؛ زادهٔ ۱۹ سپتامبر ۱۹۹۱) کشتی‌گیر اهل آمریکا در دسته‌های ۵۳، ۵۵ و ۵۷ کیلوگرم کشتی زنان است و بهترین کشتی‌گیر زن آمریکایی در تمام ادوار به شمار می‌رود. مارولیس برندهٔ مدال طلای المپیک ۲۰۱۶ ریو، مدال برنز المپیک ۲۰۲۰ توکیو و بازی‌های المپیک ۲۰۲۴ پاریس و نیز قهرمان سه دورهٔ مسابقات قهرمانی کشتی جهان در سال‌های ۲۰۱۵، ۲۰۱۷ و ۲۰۲۱ است. او در المپیک ۲۰۱۶ ریو توانست با پیروزی بر سائوری یوشیدا قهرمان شود که این نخستین مدال طلای آمریکا در کشتی زنان المپیک و نخستین شکست یوشیدای ژاپنی در چهار دوره پیاپی از بازی‌های المپیک بود.

## فعالیت حرفه‌ای

### المپیک ۲۰۱۶ ریو
هلن مارولیس در فینال وزن ۵۵ کیلوگرم رقابت‌های کشتی المپیک ۲۰۱۶ ریو توانست با شکست سائوری یوشیدا قهرمان شکست ناپذیر ژاپنی، بر سلطه ۱۳ ساله این کشتی‌گیر بر وزن ۵۵ کیلوگرم کشتی زنان جهان پایان داده و مدال طلای این وزن زنان را به دست آورد. مارولیس اولین زن در تاریخ کشتی آمریکا شد که به مدال طلای المپیک می‌رسید و ویدئوی قهرمانی او به یکی از پربازدیدترین کلیپ‌های بازی‌های المپیک در شبکه‌های اجتماعی تبدیل شد.